# Du Jiang
Du Jiang (chino: 杜江), es un actor chino.

## Biografía
En el 2013 se casó con su novia la actriz Huo Siyan,  la pareja tiene un hijo Du Yuqi (En Heng).

## Carrera
El 14 de febrero del 2016 se unió al elenco principal de la película Mr. High Heels donde dio vida a Hang Yuan, un diseñador de juegos otaku que se hace pasar por su hermana gemela Hang Wen, para acercarse a Li Rouxin (Fiona Sit) de quien ha estado enamorado desde que eran pequeños. 
El 16 de febrero del 2018 se unió al elenco principal de la película Operation Red Sea donde interpretó a Xu Hong, el jefe del equipo adjunto y un especialista en demoliciones.
El 9 de noviembre del mismo año se unió al elenco secundarios de la película Ni hao, Zhihua (también conocida como "Last Letter") donde dio vida a Zhou Wentao.
El 14 de febrero del 2019 se unió al elenco de la película So Long, My Son donde interpretó a Zhou Duijiang, el hijo de Shen Yingming (Xu Cheng) y Li Haiyan (Ai Liya).
El 1 de agosto del 2019 se unió al elenco de la película The Bravest donde dio vida a Ma Weiguo, un miembro del escuadrón especial de bomberos.
El 30 de septiembre del mismo año se unirá al elenco de la película The Captain (también conocida como "The Chinese Pilot") donde interpretó al piloto Liang Dong. La película está basada en el aterrizaje de emergencia del vuelo 3U8633 de Sichuan Airlines ocurrido en mayo de 2018.
Ese mismo día se estrenó la película My People, My Country donde dio vida al soldado Zhu Tao durante el segmento "Going Home".

## Filmografía

### Películas
| Año  | Título                                 | Personaje            | Notas                                                                                 |
| ---- | -------------------------------------- | -------------------- | ------------------------------------------------------------------------------------- |
| 2019 | My People, My Country                  | Zhu Tao              | junto a Zhu Yilong, Wang Daotie, Wang Luoyong, Kara Hui y Simon Yam                   |
| 2019 | The Captain                            | Liang Dong           | junto a Zhang Hanyu, Chen Shu, Li Qin, Zhang Tian'ai, Jiao Junyan, Oho Ou y Yuan Quan |
| 2019 | Mao Zedong 1949                        | San Tuanzhang        | junto a Tang Guoqiang, Ma Tianyu, Wang Likun, Huang Jingyu y Qin Lan                  |
| 2019 | The Bravest                            | Ma Weiguo            | junto a Huang Xiao-ming, Oho Ou, Yang Zi, Zhang Zhehan y Tan Zhuo                     |
| 2019 | Chasing the Dragon II: Wild Wild Bunch | Zhou Wentao          | junto a Tony Leung Ka-fai, Louis Koo, Gordon Lam y Simon Yam                          |
| 2019 | So Long, My Son                        | Zhou Duijiang        | junto a Wang Jingchun, Yong Mei, Roy Wang, Xu Cheng y Ai Liya                         |
| 2018 | Kill Mobile                            | Novio de Han Xiao    | junto a Tong Dawei, Ma Li, Huo Siyan y He Hongshan                                    |
| 2018 | Ni hao, Zhihua                         | Zhou Wentao          | junto a Zhou Xun, Qin Hao, Zhang Zifeng, Deng Enxi y Hu Ge                            |
| 2018 | Operation Red Sea                      | Xu Hong              | junto a Zhang Yi, Huang Jingyu, Wang Yanlin, Hai Qing y Wang Yutian                   |
| 2016 | The Wasted Times                       | -                    | junto a Ge You, Zhang Ziyi, Tadanobu Asano, Han Geng, Huo Siyan y Wallace Chung       |
| 2016 | Finding Mr. Right 2                    | Lin Nuoyan           | junto a Tang Wei, Wu Xiubo, Kara Huim Paul Chun y Wang Zhiwen                         |
| 2016 | Mr. High Heels                         | Hang Yuan / Hang Wen | junto a Chen Xuedong, Fiona Sit, Yu Xintian, Wang Zulan y Huo Siyan                   |

### Series de televisión
| Año  | Título                                   | Personaje    | Notas        |
| ---- | ---------------------------------------- | ------------ | ------------ |
| 2020 | Finding Mr. Right (北京遇上西雅图)       | 林诺言       |              |
| 2018 | 烽火连城决                               | 林海         |              |
| 2017 | Game of Hunting (猎场)                   | Kai Wenyang  |              |
| 2016 | See You! My Wife (再见，老婆大人)        | Zhao Tiancai | 38 episodios |
| 2015 | Wonder Lady 4 (极品女士第四季)           | -            |              |
| 2015 | 草帽警察                                 | 沈永年       |              |
| 2014 | The Young Doctor (青年医生)              | 赵冲         |              |
| 2013 | Protect Love Fearlessly (爱情面前谁怕谁) | 米妮         |              |
| 2013 | 老米家的婚事                             | 甄雨         |              |
| 2012 | Bejing Youth (北京青年)                  | 高军         |              |
| 2012 | Green Elain (青瓷)                       | 徐艺         |              |

### Programas de variedades
| Año              | Programa                                                 | Notas                       |
| ---------------- | -------------------------------------------------------- | --------------------------- |
| 2019             | Viva La Romance Season 3                                 | miembro - junto a Huo Siyan |
| 2019             | Day Day Up                                               | invitado                    |
| 2017, 2018, 2019 | Happy Camp                                               | 5 episodios - invitado      |
| 2018             | Brave World: Season 1                                    | 12 episodios - miembro      |
| 2018             | Keep Running: Season 6                                   | (ep. #6.8) - invitado       |
| 2018             | Dad, Where Are We Going? Season 5 Lunar New Year Special | 2 episodios - miembro       |
| 2017             | Where Are We Going, Dad? Season 5 (爸爸去哪儿第五季)     | 13 episodios - miembro      |
| 2016             | Ace vs Ace Season 1                                      | (ep. #10) - invitado        |
| 2015             | Dad is Back Season 2 (爸爸回来了第二季)                  | miembro                     |

### Eventos
| Año  | Evento / Lugar                                 | Notas                                                                      |
| ---- | ---------------------------------------------- | -------------------------------------------------------------------------- |
| 2020 | Hunan Chinese New Year Gala 2020               | junto a Huo Siyan                                                          |
| 2019 | CCTV New Year Countdown Concert                | junto a Huo Siyan                                                          |
| 2019 | Esquire China’s 16th Man At His Best Award     | junto a Huo Siyan                                                          |
| 2019 | 2019 Ifeng Fashion Choice                      | junto a Huo Siyan                                                          |
| 2019 | CCTV 9/28 for 70th Anniversary of PRC Founding | (interpretó "Don’t Cry, My Loved Ones") - junto a Yang Zi y Huang Xiaoming |
| 2019 | Ningxia Police Corps                           | visita - junto a Yang Zi y Huang Xiaoming                                  |

### Revistas / sesiones fotográficas
| Año  | Título                                                       | Notas                                   |
| ---- | ------------------------------------------------------------ | --------------------------------------- |
| 2020 | SoFigaro Magazine                                            | (publicación #2314) - junto a Huo Siyan |
| 2020 | Grazia China                                                 | junto a Huo Siyan                       |
| 2020 | Dior                                                         | junto a Huo Siyan                       |
| 2020 | Esquire China                                                | (publicación de enero)                  |
| 2019 | The Movie Channel’s New Media Center x Harper’s Bazaar China |                                         |
| 2019 | L’Officiel China                                             | (publicación de noviembre)              |
| 2019 | ELLE MEN x Adidas                                            |                                         |
| 2019 | Men’s Uno China                                              | (publicación de octubre)                |
| 2019 | ELLE MEN China - Mook Version                                | (publicación de octubre)                |
| 2019 | Bazaar Film                                                  |                                         |
| 2019 | BLUECHARM                                                    |                                         |
| 2019 | NewPic - Vol. 10                                             |                                         |

## Discografía

### Singles
| Año  | Canción                                                     | Álbum                                           | Notas                                         |
| ---- | ----------------------------------------------------------- | ----------------------------------------------- | --------------------------------------------- |
| 2019 | The Brightest Star in the Night Sky (夜空中最亮的星)        | Interpretado en los 32nd Golden Rooster Awards  | junto a William Chan, Li Yifeng y Zheng Kai   |
| 2019 | 影院消防安全指南                                            | OST de "The Bravest"                            | junto a Oho Ou, Yang Zi, Gu Jiacheng y Gao Ge |
| 2019 | Thumbs Up to the New Era                                    | Interpretado en los 34th Hundred Flowers Awards | junto a Liu Haoran, Zhou Dongyu y Ma Sichun   |
| -    | Wo Shi Bu Shi Gai An Jing De Zou Kai (我是不是该安静的走开) | -                                               |                                               |
| -    | Wo Men Huan Shi Zai Yi Qi Ba (我们还是在一起吧)             | -                                               |                                               |

## Premios y nominaciones
| Año  | Categoría                      | Premio                                  | Trabajo                            | Resultado |
| ---- | ------------------------------ | --------------------------------------- | ---------------------------------- | --------- |
| 2019 | Best Supporting Actor          | 11th Macau International Movie Festival | The Bravest                        | Nominado  |
| 2019 | Best Youth Actor of The Decade | Youth Film Handbook Award               | Operation Red Sea y Ni hao, Zhihua | Ganó      |
| 2018 | Best Supporting Actor          | Hundred Flowers Award                   | Operation Red Sea                  | Ganó      |
| 2018 | Best Supporting Actor          | Chinese Competition                     | Operation Red Sea                  | Ganó      |
| 2018 | Favorite Supporting Actor      | Students' Choice Award                  | Operation Red Sea                  | Nominado  |